# Scutocyamus
A Scutocyamus a felsőbbrendű rákok (Malacostraca) osztályának a felemáslábú rákok (Amphipoda) rendjébe, ezen belül a bálnatetűfélék (Cyamidae) családjába tartozó nem.

## Rendszerezés
A nembe az alábbi 2 faj tartozik:
- Scutocyamus antipodensis Lincoln & Hurley, 1980
- Scutocyamus parvus Lincoln & Hurley, 1974 - típusfaj